# Mattstedt
Mattstedt este o comună din landul Turingia, Germania.